# Рудольф Петерс
Рудольф Петерс (нім. Rudolf Peters; 9 серпня 1899, Клаусдорф, Німецька імперія — 14 вересня 1990, Валлентуна, Швеція) — німецький військово-морський діяч, контрадмірал крігсмаріне (1 липня 1944). Кавалер Німецького хреста в золоті.

## Біографія
1 жовтня 1917 року вступив добровольцем на флот. Пройшов підготовку у військово-морському училищі в Мюрвіку (1918, завершив курс в 1921). Учасник Першої світової війни, в березні-вересні 1918 року плавав на лінійному кораблі «Нассау». 1 грудня 1918 року переведений в резерв, але 9 травня 1919 року знову приступив до активної службі. З 16 жовтня 1922 року — вахтовий офіцер на міноносці Т-149. 1 жовтня 1925 року переведений в Морське керівництво, а 22 березня 1927 року очолив роту училища торпедної справи і зв'язку. З 24 вересня 1931 року — торпедний офіцер на крейсері «Карлсруе», з 28 серпня 1933 року — інструктор торпедного училища. 7 грудня 1936 року переведений у навчальний відділ 3-ї дивізії ескадрених міноносців, а 29 липня 1937 року призначений командиром ескадреного міноносця «Пауль Якобі». З 4 листопада 1938 року — радник інспекції бойової підготовки. 15 серпня 1940 року призначений 1-м офіцером Адмірал-штабу в штабі командувача крейсерами, а 27 грудня 1940 року — 1-м офіцером лінійного корабля «Гнайзенау». 18 квітня 1942 року переведений в розпорядження командувача-адмірала військово-морської станції «Остзе» і незабаром переведений в підводний флот. З 23 липня 1942 року — командир 24-ї (навчальної) флотилії підводних човнів. З 2 січня 1943 року — командувач підводними човнами в Норвегії; одночасно 15 березня по 4 червня 1944 року — командувач-адмірал в Північних водах. З 5 червня 1944 року — командир 1-ї бойової групи ВМС, але вже 21 жовтня 1944 року переведений в розпорядження начальника морських озброєнь. Фактично кар'єра Петерса закінчилася, і до кінця війни він вже не займав самостійних постів. 30 квітня 1945 року вийшов у відставку.

## Нагороди
- Сілезький Орел 2-го і 1-го ступеня
- Почесний хрест ветерана війни з мечами (1934)
- Медаль «За вислугу років у Вермахті» 4-го, 3-го і 2-го класу (18 років; 2 жовтня 1936) — отримав 3 нагороди одночасно.
- Орден Заслуг (Угорщина), офіцерський хрест (20 серпня 1938)
- Медаль «У пам'ять 1 жовтня 1938»
- Залізний хрест 2-го і 1-го класу (21 березня 1941) — отримав 2 нагороди одночасно.
- Нагрудний знак флоту (4 жовтня 1941)
- Німецький хрест в золоті (6 вересня 1944)